# Pouch Attachment Ladder System

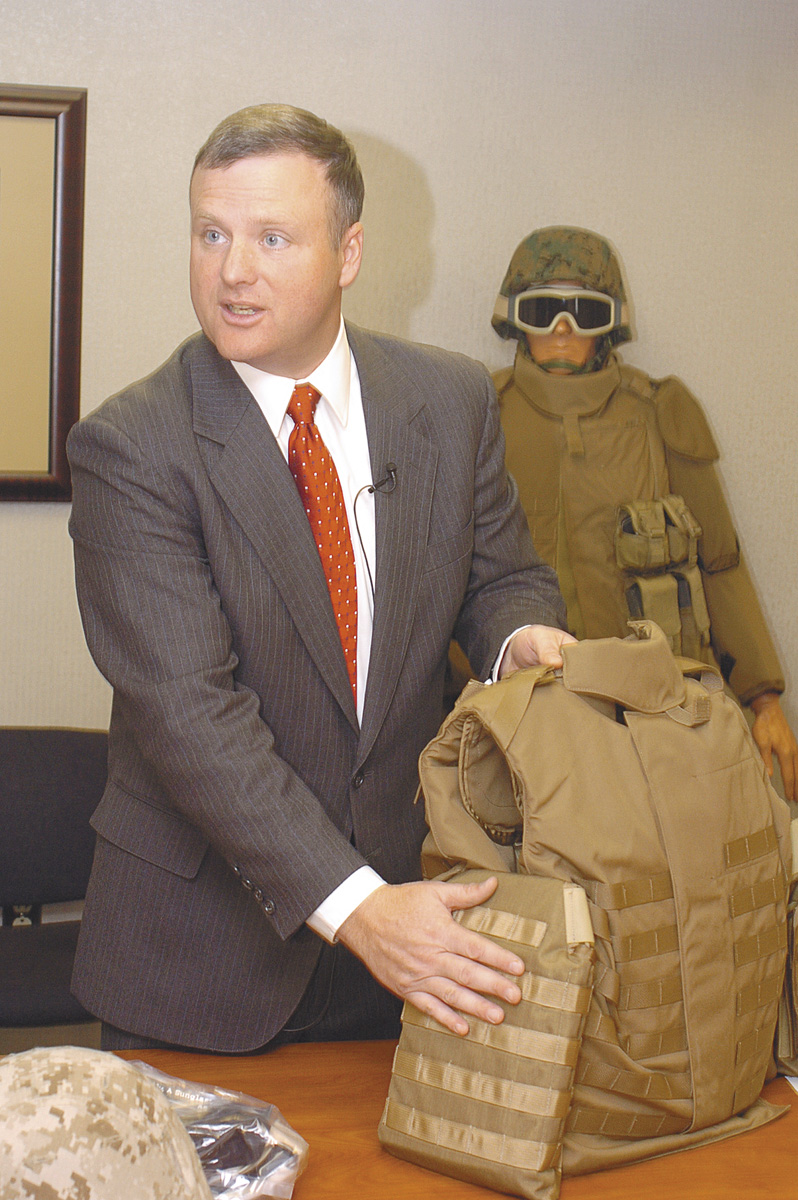
Interceptor Body Armor ohne (vorne) und mit (hinten) zusätzlichen Taschen

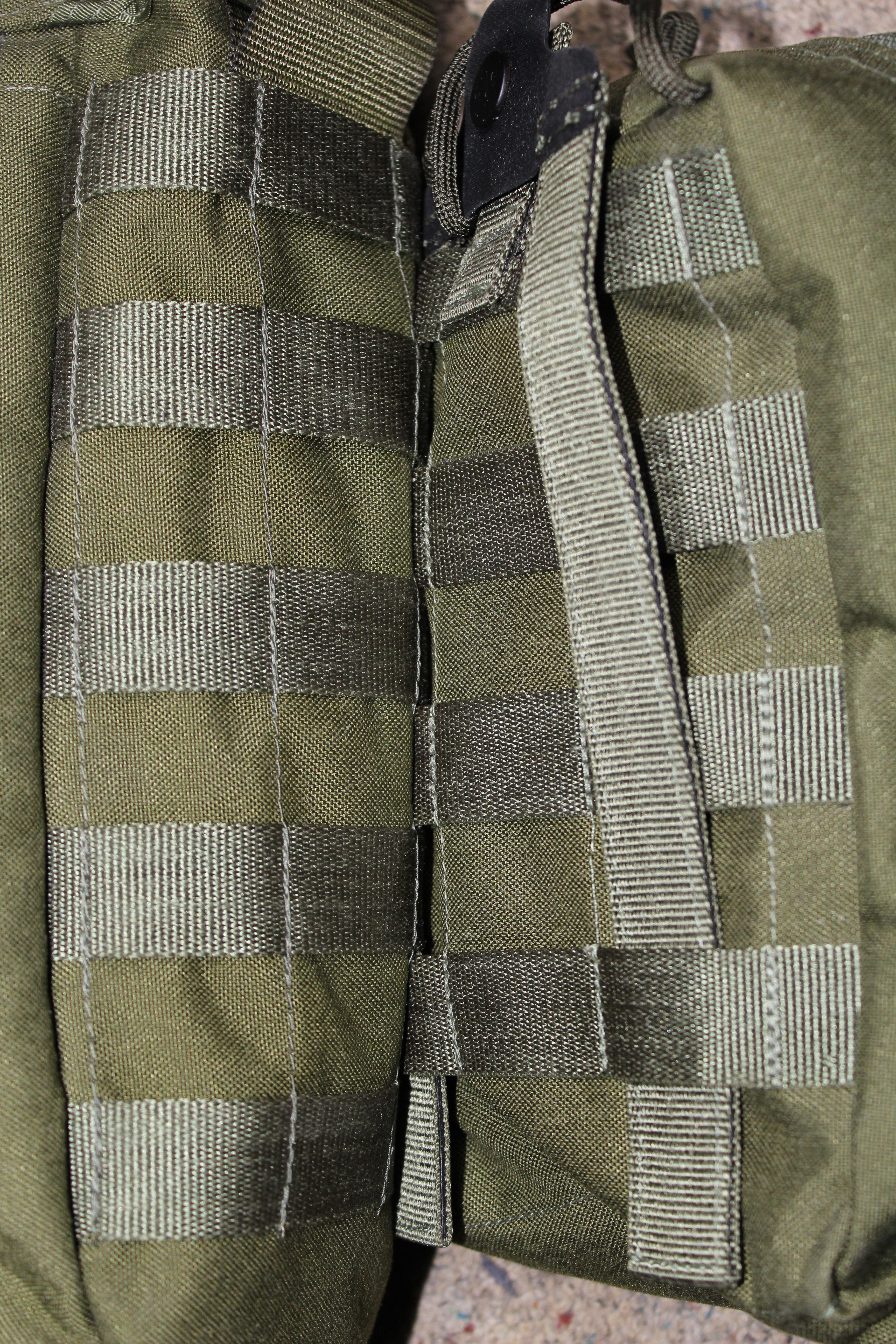
Ausrüstung mit Schnelltrennsystem

Pouch Attachment Ladder System (PALS) (deutsch etwa leiterförmiges Taschenbefestigungssystem) ist ein System zum Befestigen von persönlicher Ausrüstung.
PALS wurde von dem United-States-Army-Forschungszentrum United States Army Natick Soldier Research, Development and Engineering Center in Kooperation mit dem United States Marine Corps für das neue Tragesystem Modular Lightweight Load-carrying Equipment (MOLLE) entwickelt. MOLLE wurde 1997 eingeführt. Nach dem Erfolg von PALS gab es eine Kontroverse, wer der Hauptentwickler des Systems war.

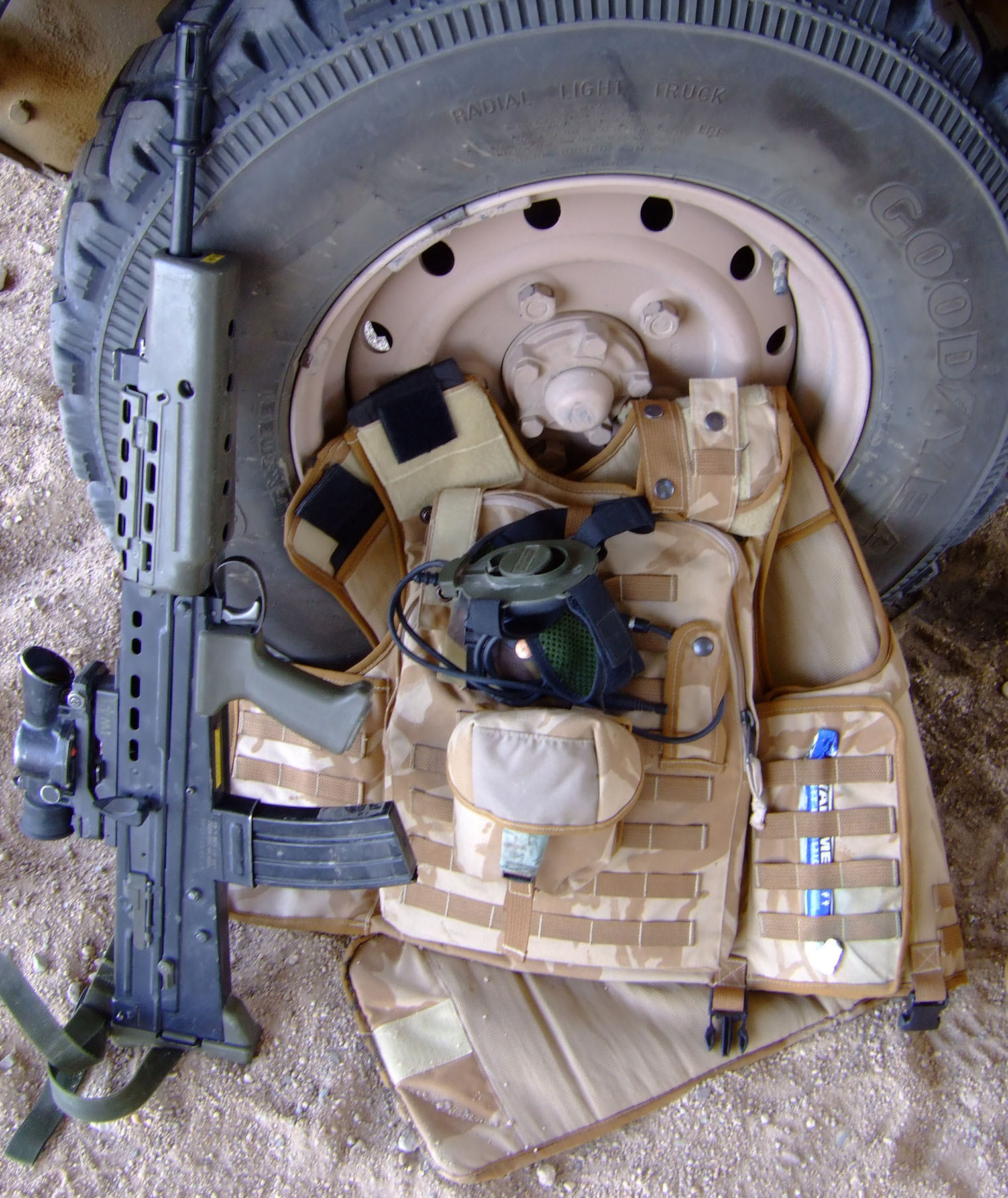
Schutzweste mit PALS-Streifen

Das System zeichnet sich aus durch eine normierte Befestigungsbasis aus Textilstreifen, welche in der Regel aus Cordura bestehen. Die Textilstreifen sind horizontal an „Plattformen“ wie z. B. der beschusshemmenden Weste, der Kampfweste oder der Außenseite des Rucksackes sowie den zu befestigenden Taschen (z. B. eine Magazintasche) angebracht. In diese horizontalen Streifen werden an den Taschen befindliche weitere Streifen vertikal von oben eingeflochten, so dass sie abwechselnd unter einem horizontalen Streifen des Befestigungsuntergrundes und einem horizontalen Streifen an der Tasche hindurchlaufen. Am unteren Ende wird dann der vertikale Stoffstreifen mit einem Druckknopf oder ähnlichem fixiert um so eine sichere Verbindung herzustellen. Die Flexibilität die Ausrüstung den unterschiedlichsten Erfordernissen anzupassen, ist im Vergleich zu den vorherigen Systemen viel größer.
Die genauen Maße des PALS sind:
Gurtbandbreite: 25,4 mm (=1 Zoll),
Gurtbandabstand: 25,4 mm (=1 Zoll)
Nahtabstand: 38,1 mm (=1,5 Zoll)

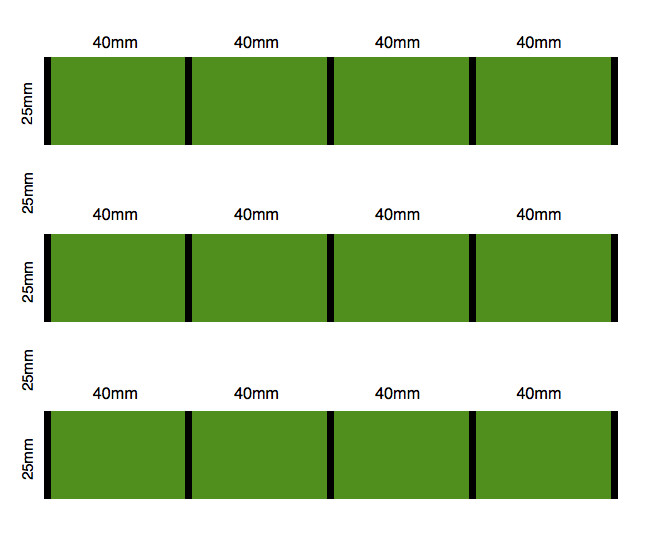
Größe & Anordnung der PALS-Streifen

Das Befestigungssystem findet auch Anwendung beim britischen Heer, bei der chinesischen Volksbefreiungsarmee sowie im zivilen Bereich für Arbeitskleidung.